# Historic Scotland

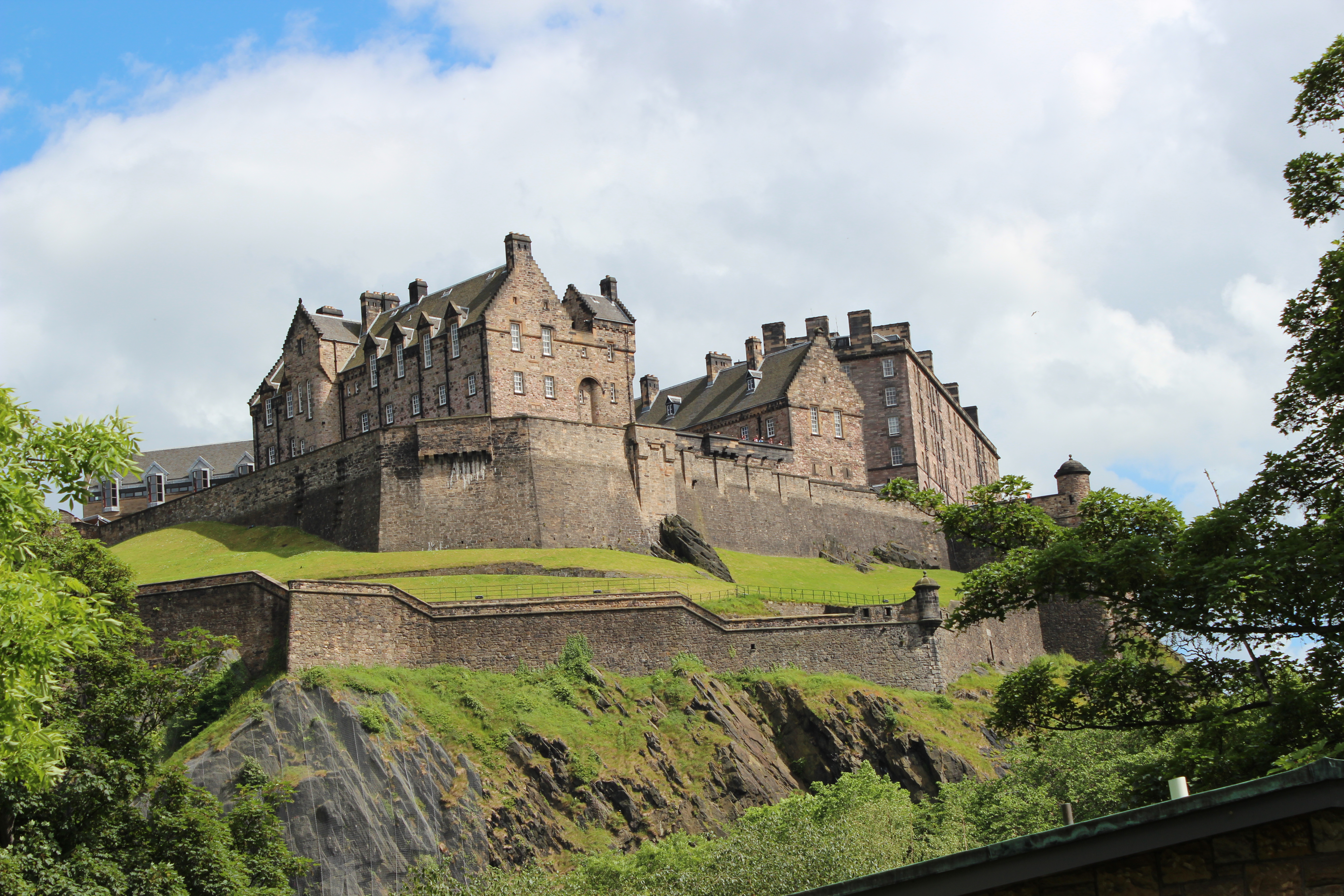
Edinburgh Castle, eines der Historic Scotland-Denkmäler

Historic Scotland (schottisch-gälisch: Alba Aosmhor) ist eine Mitgliederorganisation, die freien Eintritt zu den für Besucher geöffneten historischen Denkmälern Schottlands in Staatsbesitz  bietet. Mit dem Logo Historic Scotland werden diese Denkmäler, Gärten und historische Stätten gekennzeichnet. Zur Mitgliedschaft gehören weitere Rabatte auf Produkte und Dienstleistungen. Bis 2015 war Historic Scotland auch der Name der zuständigen Behörde, die die staatlichen Denkmäler betreut. Nach einer Reorganisation heißt diese Behörde seit dem 1. Oktober 2015 Historic Environment Scotland. Seither ist Historic Scotland eine untergeordnete Marke („sub-brand“) von Historic Environment Scotland. 
Zu den über die Mitgliedschaft zugänglichen historischen Stätten gehören unter anderem:
- Edinburgh Castle
- St Mungo’s Cathedral
- Stirling Castle
- Urquhart Castle
- Linlithgow Palace
- Caerlaverock Castle
- Skara Brae
- Jarlshof
- Loch Leven Castle